# Masalfasar
Masalfasar (en valenciano y oficialmente Massalfassar) es un municipio de la Comunidad Valenciana, España. Está situado en la provincia de Valencia, en la comarca de la Huerta Norte. Cuenta con una población de 2653 habitantes (INE 2024).

## Toponimia
El topónimo deriva del árabe منزل حصّار (manzil Haṣṣār), «parador de Hassar».

## Geografía
El término de Masalfasar está situado en la zona septentrional de la Huerta de Valencia, junto al mar Mediterráneo. La superficie es completamente llana, rellena de sedimentos cuaternarios del período holoceno. El marjal se transformó artificialmente, al haber sido rellenado y elevado su nivel.
Localidades limítrofes
|                | Norte: Masamagrell, Rafalell y Vistabella (Valencia) |                        |
| Oeste: Museros |                                                      | Este: Mar Mediterráneo |
|                | Sur: Albuixech                                       |                        |

## Historia
El núcleo actual de Masalfasar tiene su origen en una alquería andalusí. En 1240 Jaime I repartió sus tierras entre distintos señores y caballeros, entre ellos Domènec, que era de Barcelona. La alquería en sí, no obstante, no se donó hasta 1266, cuando se le concedió a Berenguer Dalmau en calidad de señorío. Años más tarde pasó a la familia Codinacs, que señoreaba también Albuixech. Posteriormente la poseyó Pere de Letxa, pasando después a la familia Exarch y sucesivamente a las de Belvís, Sobregondi, Muñoz, Jofré y Valeriola.
En 1359 el rey Pedro II hizo entrega de la alquería a Antolí de Fortillach al año siguiente el rey Martín I el Humano concedió el diezmo a la Cartuja de Vall de Cristo. Los años posteriores fueron de malas cosechas, coincidiendo con la peste negra, la población de Masalfasar se vio muy afectada.
Ya en el siglo XVII la sociedad prosperó y llegaron al pueblo nuevas generaciones de familias que, continúan en el municipio actualmente. En el siglo siguiente, a pesar de la Guerra de Sucesión que afectó a Valencia, fue un periodo de prosperidad. Se abolieron los fueros y se subieron los impuestos. En esta época Masalfasar fue un pueblo australita.
Después de la guerra muchos valencianos tuvieron que huir por la hambruna, pero en 1714, el señor de Masalfasar optó por invertir en una campana para celebrar el fin del conflicto.
En el año 1785, comenzaron las luchas anti feudales en el municipio y muchos campesinos protestaron en contra del diezmo. El 80 % de la población era medianamente pobre y los hombres tenían que trabajar de jornaleros porque con sus tierras no podían mantener a su familia.
La zona más antigua de la población se concentra alrededor de la plaza de la iglesia.

## Demografía
Masalfasar cuenta con una población de 2653 habitantes (INE 2024).
| Gráfica de evolución demográfica de Masalfasar entre 1842 y 2021                                                    |
| |
| Población de derecho según los censos de población del INE Población de hecho según los censos de población del INE |

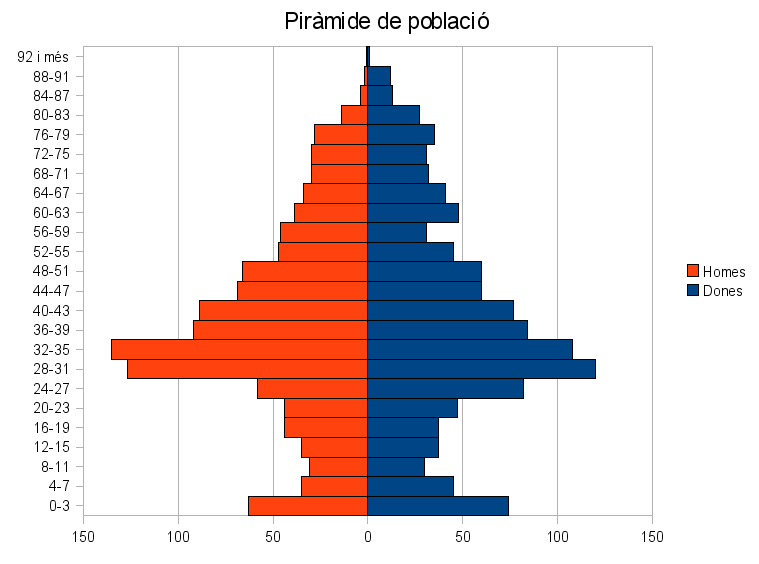
Pirámide poblacional a enero de 2009

En 1510, Masalfasar tenía 17 vecinos (unos 75 habitantes), que se redujeron a solo 6 (unos 25 habitantes) en 1610, tras la expulsión de los moriscos. En 1646 eran ya 19, 42 en 1713 y, al finalizar el siglo XVIII, ascendía a unos 464 habitantes. En 1794 eran ya 130 los vecinos (unos 600 hab.) y, en 1877, Masalfasar tenía casi 700 personas, que en 1897 eran 800.
Al comenzar el siglo XX Masalfasar tenía una población de 853 habitantes, y en 1910 ya eran más de 1.000. A partir de ese momento, el pueblo experimentó ligeros crecimientos que lo condujeron a los 1224 habitantes de 1940 y a los 1584 de 1975. Entre 1960 y 1975, el aumento demográfico fue muy tenue. Masalfasar era un área de moderado crecimiento, porque era un pueblo alejado de las vías de comunicación.

## Economía
En 2001 solo un 3,6 % de la población ocupada trabajaba en la agricultura, con 189 ha cultivadas, todas de regadío gracias a las aguas de la acequia Real de Moncada. De estas, 114 son de cítricos, 75 de hortalizas (sobre todo alcachofa y cebolla) y 10 de patatas. Realmente, no siempre los naranjos han tenido la importancia de la actualidad: en 1959, tan solo había una treintena de hectáreas dedicadas a este tipo de cultivo.
La industria y la construcción empleaban también en 2001 al 21 % y 8 de los ocupados respectivamente. La oferta secundaria del municipio se concentra en el polígono industrial del Mediterráneo, del que Masalfasar tiene 60 ha (un 25 %) dentro de su término y que constituye una de las mayores concentraciones industriales de toda la huerta valenciana, solo por detrás de Paterna, Aldaya, Cuart de Poblet, Silla y Valencia.
La otra gran zona industrial está situada junto a la línea del ferrocarril y se conoce como el Plexí. Con 5,5 ha, da cabida a industrias no cualificadas y es de iniciativa privada. En conjunto, la construcción de maquinaria, la madera, los productos metálicos, la alimentación y el textil son los sectores más representados en la estructura industrial de Masalfasar. El sector servicios ocupaba en 2001 al 67 % de la población activa.

## Comunicaciones

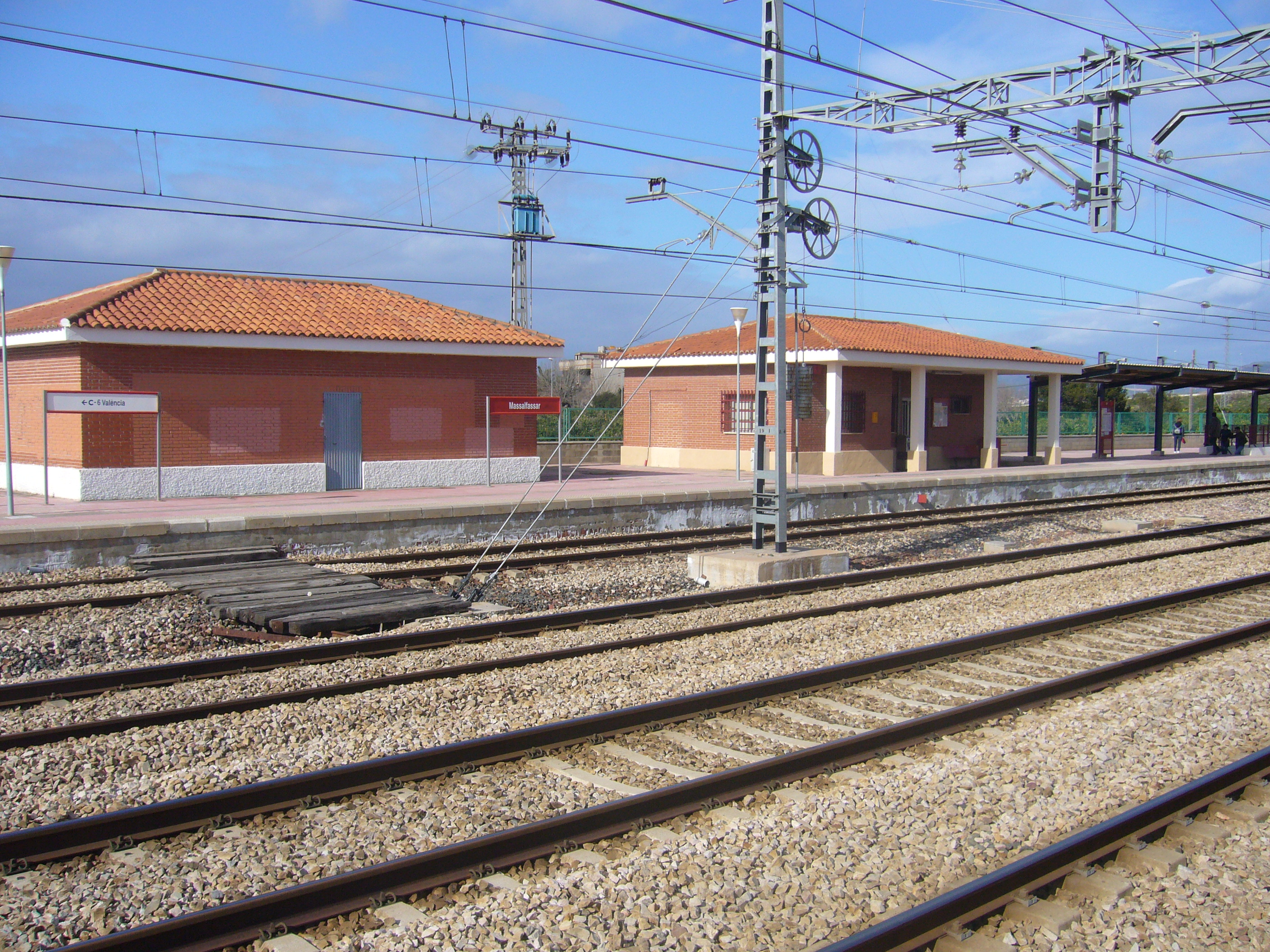
Estación de Masalfasar

El término de Masalfasar está atravesado de norte a sur por la V-21, que une la AP-7 a la altura de Puzol con la ciudad de Valencia; y de este a oeste por la CV-32, que une la V-21 con la CV-300 en el término de Museros.
Se encuentra además en su término la Estación de Masalfasar, que tiene servicio de la Línea C-6 de Cercanías Valencia. El municipio es fácilmente accesible en bicicleta, tanto a través de la Vía Churra que discurre en este tramo paralela a la CV-300 como a través de la ruta de la Vía Augusta, que circula por Masalfasar entre Rafelbuñol y Mahuella.

## Administración y política

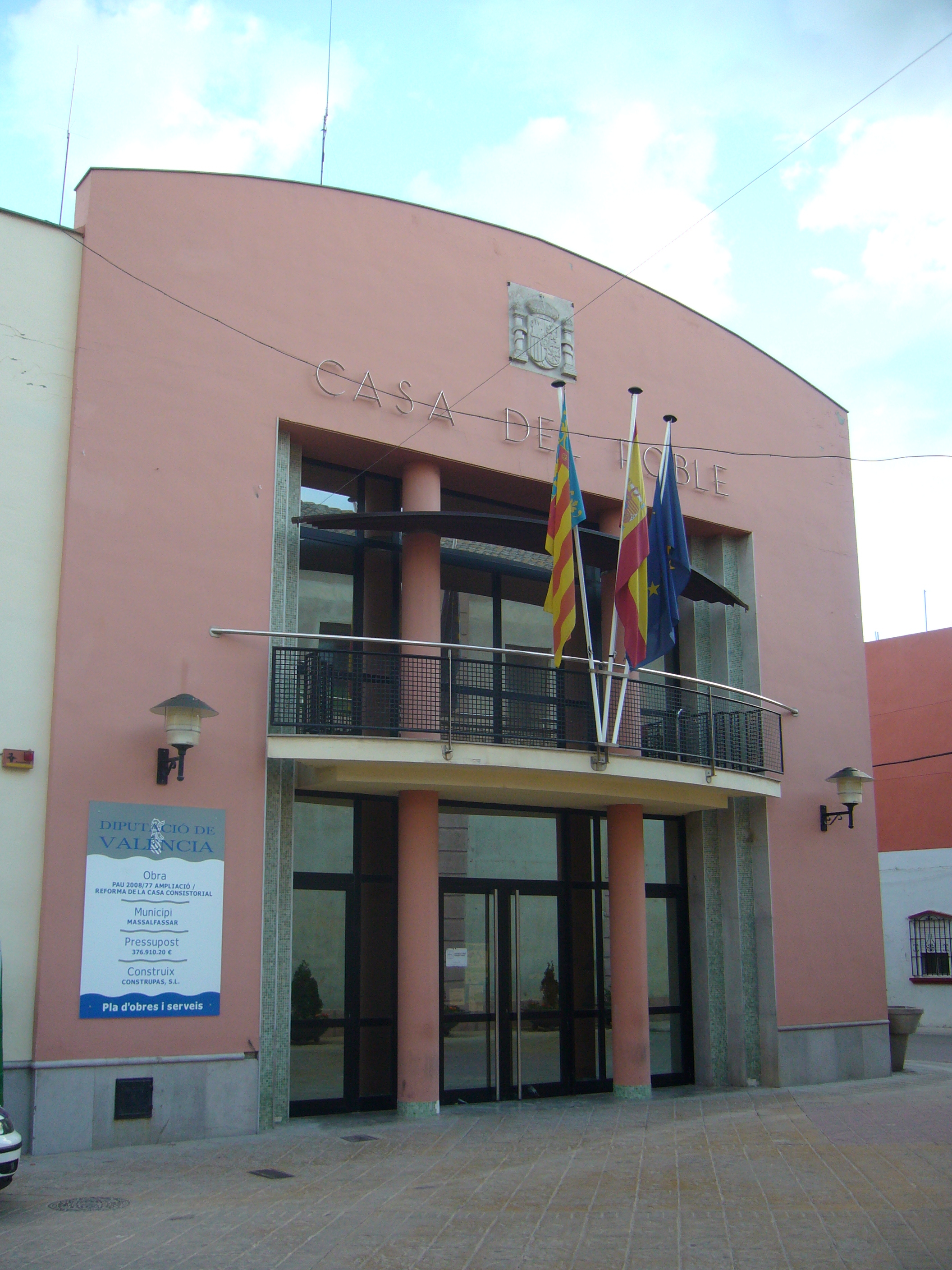
Sede del ayuntamiento

Masalfasar es gobernado por una corporación local formada por concejales elegidos cada cuatro años por sufragio universal que a su vez eligen un alcalde. El censo electoral está compuesto por todos los residentes empadronados en Masalfasar mayores de 18 años y nacionales de España y de los otros países miembros de la Unión Europea. Según lo dispuesto en la Ley del Régimen Electoral General, que establece el número de concejales elegibles en función de la población del municipio, la corporación municipal de Masalfasar está formada por 11 concejales. La sede actual del ayuntamiento está en la plaza de la iglesia.
Tras 24 años de mayorías del Partido Popular, en 2015 Compromís se convirtió en la fuerza mayoritaria, con cinco concejales, cuatro del PP y dos del PSOE. El pacto de Gobierno entre Compromís y PSOE se rompió en 2016 y durante el resto del mandato, la formación gobernó en minoría.
En las elecciones municipales de 2019, Compromís repitió como fuerza más votada (4 regidores). Ciudadanos, que se presentaba por primera vez en una lista municipal, obtuvo tres concejales. El PP obtuvo dos, un concejal los socialistas y uno más los Demòcrates Valencians, liderado por el exalcalde Carles Fontestad, que abandonó la militancia de Compromís. De julio de 2019 a julio de 2020 la formación nacionalista gobernó en minoría, aplicando unos presupuestos prorrogados desde 2016.

El 29 de junio de 2020, los dos concejales del Partido Popular, los tres de Ciudadanos y el representante de Demòcrates Valencians presentaron una moción de censura. El pleno, celebrado el 13 de julio, invistió a Álvaro Montañés, portavoz popular, como alcalde de Masalfasar hasta agosto de 2021, momento en el que toma el relevo Ciudadanos, según el acuerdo suscrito entre las tres formaciones .
| Periodo   | Nombre | Partido               |
| --------- | --- | --------------------- |
| 1979-1983 | Llorenç Fenollosa Margaix                                                                                   | PSPV-PSOE             |
| 1983-1987 | Llorenç Fenollosa Margaix                                                                                   | PSPV-PSOE             |
| 1987-1991 | Llorenç Fenollosa Margaix                                                                                   | PSPV-PSOE             |
| 1991-1995 | Joaquín Soler Garibo                                                                                        | PP                    |
| 1995-1999 | Joaquín Soler Garibo                                                                                        | PP                    |
| 1999-2003 | Joaquín Soler Garibo                                                                                        | PP                    |
| 2003-2007 | Joaquín Soler Garibo                                                                                        | PP                    |
| 2007-2011 | Joaquín Soler Garibo                                                                                        | PP                    |
| 2011-2015 | Joaquín Soler Garibo                                                                                        | PP                    |
| 2015-2019 | Carles Fontestad Muñoz                                                                                      | Compromís             |
| 2019-2023 | Vicent Joan Morant Mayor (2019-2020) Álvaro Montañés Fontestad (2020-2021) Higinio Yuste Cortés (2021-2023) | Compromís PP Cs       |
| 2023-act. | Higinio Yuste Cortés                                                                                        | Massalfassar En Marxa |

En la XII legislatura, la corporación municipal está compuesta de la siguiente forma:
| Corporación municipal Massalfassar                                                                     |           |                          |
| Partidos políticos                                                                                     |           | Massalfassar En Marxa    |
| Partidos políticos                                                                                     | Compromís |                          |
| Cargo                                                                                                  | Titular   | Titular                  |
| Alcalde                                                                                                |           | Higinio Yuste Cortés     |
| Personal, Seguridad Ciudadana y Movilidad; Juventud; Empleo, Bienestar Social, Hacienda y Contratación |           | Higinio Yuste Cortés     |
| Juventud, Comercio, Industria i Ocupación                                                              |           | Robert Margaix Ferrer    |
| Cultura, Patrimonio y Educación                                                                        |           | Empar Duet Castelló      |
| Deportes, Igualdad y Sanidad                                                                           |           | Natacha López García     |
| Urbanismo                                                                                              |           | Carles Fontestad Muñoz   |
| Gente Mayor y Servicios Sociales                                                                       |           | Amparo Martínez Zahonero |
| Sostenibilidad, Playa, Parques y Jardines                                                              |           | Joan López Andreu        |

## Patrimonio
- Iglesia de San Lorenzo Mártir (Església parroquial de Sant Llorenç Màrtir): Se trata de un edificio con torre campanario y de una sola nave.[4] Está dedicada a Lorenzo de Roma.[16] El templo originario se construyó en 1461. En 1997 comenzaron las obras de rehabilitación, que culminaron en mayo de 2007 con la reinauguración de la iglesia por el arzobispo de Valencia, Agustín García-Gasco.[17] Esta reforma incluyó un agrandamiento del templo mediante el derribo de otros edificios anexos.[4] Tiene la condición de Bien de relevancia Local desde 2007.[18]
- El Patronato: Se encuentra junto a la iglesia y albergó diversos actos, entre ellos, teatrales.[cita requerida]
- Parc del Llavaner: El ajuntamiento de Masalfasar ha restaurado el antiguo lavadero municipal y lo ha convertido en un lugar de ocio para que los vecinos puedan disfrutar. También hay una fuente, un mobiliario con mesas y bancos y una zona especial para hacer fuego.[19]
- Playa de Masalfasar: Ha sido rehabilitada recientemente y cuenta con nuevas instalaciones.[20]

## Cultura
- Fiestas Mayores: Se celebran entre el 5 y el 12 de agosto a San Juan, la Inmaculada Concepción, la Virgen del Carmen, San Lorenzo Mártir y al Santísimo Cristo de la Protección.[4][21]
- Fiesta de San Antonio Abad: Se celebra el fin de semana más próximo al 17 de enero con los actos tradicionales: plantà de la foguera ("puesta de la hoguera"), cremà de la foguera ("quema de la hoguera"), y lacoetà. Se tala un árbol ubicado en la plaza del pueblo acompañado de una charanga. Los festeros reparten velas y recogen mueblesm para después quemarlos. Al día siguiente se procede a la bendición de los animales y la procesión.[21] También es tradición preparar y comer el "arròs en fesols i naps".[22]
- Semana Santa: Se celebra el Domingo de Ramos y ya durante la Semana Santa se realiza el vía crucis.
- Fiestas taurinas: En la población hay cuatro comisiones taurinas que organizan festejos taurinos entre mayo y septiembre.
- Fallas: Existe una falla, La Plaça, que organiza las celebraciones en la semana anterior al 19 de marzo. Durante la semana fallera realiza varios actos como la Ofrenda de Flores o" la cremà".[23]